# 法然院
法然院（ほうねんいん）は、京都市左京区鹿ヶ谷にある浄土宗系単立の寺院。山号は善気山。本尊は阿弥陀如来。元は浄土宗であったが独立し、現在は単立宗教法人である。正式名は「善気山法然院萬無教寺」と号する。別称には「本山獅子谷法然院」がある。現在、寺の一部を定期的に講演会やコンサートなどを催す場として開放している。

## 歴史
寺の起こりは鎌倉時代に法然が弟子たちと共に六時礼讃行を修した草庵に由来するという。
江戸時代の延宝8年（1680年）に、知恩院の38世である萬無が法然ゆかりの地に念仏道場を建てることを発願し、門弟の忍澂と共に再興したとされる。
元は浄土宗内の独立した一本山であったが、1953年（昭和28年）に浄土宗より独立し、単立宗教法人となる。
1984年（昭和59年）に就任した現貫主は31世の梶田真章（かじたしんしょう）。父親の前貫主橋本峰雄は、神戸大学教授を務めた哲学者である。
哲学の道近くという立地も関係して、春秋の観光シーズンには大勢の参拝者がある。

## 境内
- 本堂 - 延宝9年（1681年）5月に客殿として建立された。本尊は阿弥陀如来坐像であり、法然上人立像なども安置されている。
- 椿の庭
- 方丈 - 貞享4年（1687年）に、後西天皇の皇女の御殿（文禄4年（1595年）築）を移築したもの。狩野光信筆の襖絵は重要文化財に指定されている。
- 方丈庭園 - 浄土庭園。名水として有名な「善気水」が湧き出している[2]。
- 玄関
- 庫裏
- 地蔵塔
- 十万霊塔
- 講堂 - もとは元禄7年（1694年）建立の大浴室だが、1977年（昭和52年）に改装した。
- 鐘楼
- 放生池
- 経蔵 - 元文2年（1737年）建立。
- 十重石塔
- 白砂壇
- 山門 - 茅葺で数奇屋造り。
- 内藤湖南の墓
- 河上肇の墓
- 谷崎潤一郎の墓
- 九鬼周造の墓
- 濱田青陵の墓
- 福田平八郎の墓
- ガラス枯山水「つながる」 - 西中千人作。参道にある。
- 総門

## 文化財

### 重要文化財
- 障壁画
  - 金地著色桐に竹図（方丈上の間）床間貼付3面、襖4面
  - 金地著色若松図（方丈上の間）違棚壁貼付3面
  - 金地著色槇に海棠図（方丈次の間）襖4面
  - 附：金地著色松図 二曲屏風一双

## 所在地・アクセス
- 京都市左京区鹿ケ谷御所ノ段町30
- 京都市営バス急行100系統、法然院町バス停下車徒歩6分。5系統・17系統・203系統・204系統、浄土寺バス停下車徒歩10分。32系統、南田町バス停下車徒歩3分。

境内の拝観は無料であり、6時から16時の拝観時間には、自由に境内を参観できる。
通常は本堂等の建物内は非公開である。建物内の有料一般公開が年2回行われる。春の一般公開が4月1日から7日まで、秋の一般公開が11月18日から24日である。その間は大学の古美術部などの学生ガイドが常駐する。陶器や民芸品などの展示即売会などが行われることもあり、その際は庫裏の建物内に無料で入ることができる他、講堂は現在は貸しギャラリーとなっており、小規模な写真展や絵画展などの各種展覧会が入場無料で開催されることがある。